# Lac Blanc (vallée de Barèges)
Pour les articles homonymes, voir Lac Blanc et Blanc (homonymie).
Le lac Blanc est un lac pyrénéen français situé administrativement dans la commune de Barèges dans le département des Hautes-Pyrénées en région  Occitanie.
Le lac a une superficie de 3,5 ha pour une altitude de 2 117 m, il atteint une profondeur de 3 m.

## Géographie
Le lac Blanc fait partie d'un ensemble de petits lacs compris entre le lac dets Coubous et le lac Nère dans la vallée de Barèges.

### Topographie
|                              | Lac dets Coubous |                      |
| Pic des Crampettes (2 484 m) | lac Blanc        | Crête de la Touatère |
|                              | Lac Nère         |                      |

## Protection environnementale
Le lac fait partie d'une zone naturelle protégée, classée ZNIEFF de type 1 : Massif en rive gauche du Bastan et de type 2 : Vallées de Barèges et de Luz.

## Images

Sélection de vues du lac.
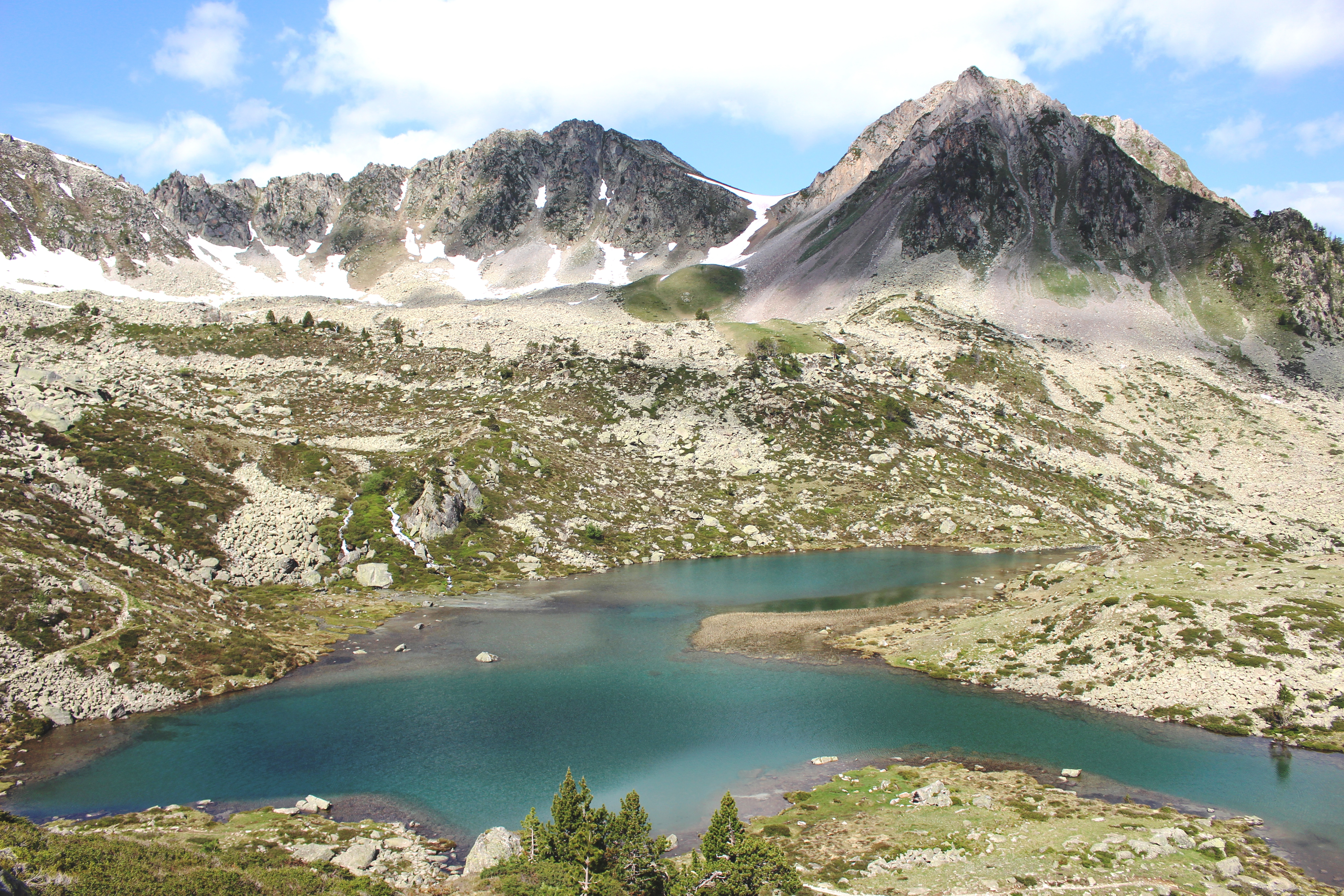
Vue sur le pic de Lurtet
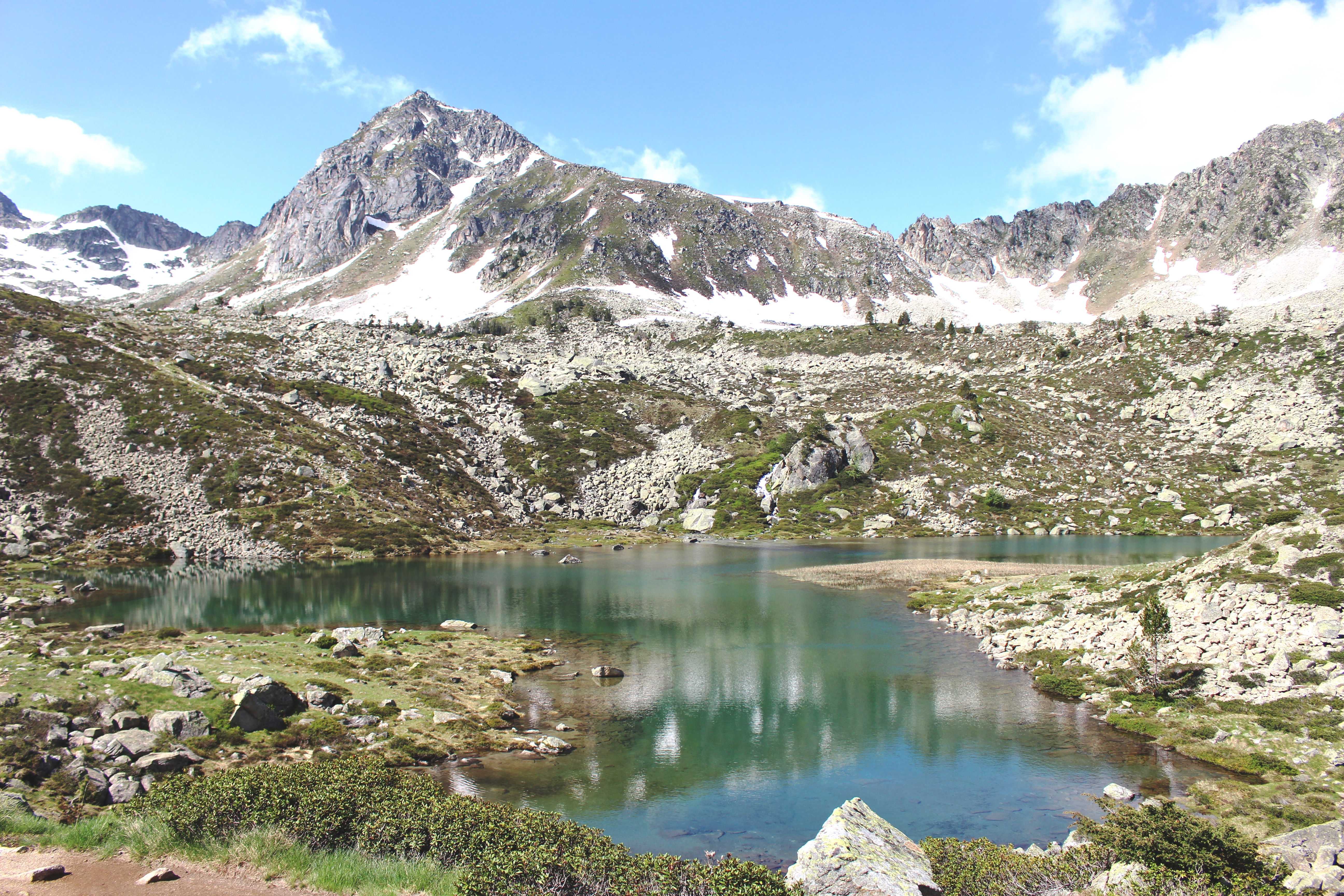
Vue sur le pic d'Astazou

## Voies d'accès
Le lac Blanc est accessible par un sentier de randonnée parallèle au GR10, entre le lac dets Coubous et le lac d'Aubert.